# بني اعروس (بني منصور)
بني اعروس هي إحدى مشيخات المملكة المغربية، تتبع جغرافيا لإقليم شفشاون وإداريًا لبني منصور. يقدر عدد سكانها بـ 2528 نسمة حسب الإحصاء الرسمي للسكان والسكنى لسنة 2004.